# Аджудень
Аджудень, Аджудені (рум. Adjudeni) — село у повіті Нямц в Румунії. Входить до складу комуни Темешень.
Село розташоване на відстані 294 км на північ від Бухареста, 44 км на схід від П'ятра-Нямца, 51 км на захід від Ясс.

## Населення
За даними перепису населення 2002 року у селі проживали 4449 осіб, з них 4446 осіб (99,9%) румунів. Рідною мовою 4446 осіб (99,9%) назвали румунську.